# إيسا آسب
تعتبر إيسا آسب (بالفنلندية:Isa Asp) (ولدت في 4 فبراير 1853 - توفيت في 12 نوفمبر 1872) أول «شاعرة فنلندية» وأول أيقونة لمثليات الجنس في فنلندا. توفيت في سن التاسعة عشر بمرض السل تاركة حوالي 100 قصيدة أشهرها «تهليلة إلى موجة». نشرت قصائدها بعد موتها، تم إنشاء تماثيل لها وكتابة سير ذاتية عديدة عنها.

## حياتها
وُلدت آسب في أوتايارفي (بالفنلندية: Utajärvi) عام 1853. وكانت إحدى الأطفال التسعة الباقين على قيد الحياة لجاكو آسب وبيتا إليزابيت (من مواليد بوهاكا) آسب. كانت آسب طفلة ناضجة اتبعت مثال والدها وكتبت الشعر. تعلمت السويدية من قبل جدتها. عندما التحقت بالمدرسة لأول مرة تعرفوا على معرفتها السابقة.
انتقلت العائلة إلى سوموسالمي. كتبت أول شعر لها هناك عندما كانت في سن 19. يتحدث هذا الشعر عن احترامها لوالدها وبلدها. في عام 1864 التحقت بمدرسة خاصة في رآهي حيث درست باللغة السويدية. كانت صديقة مع الكاهنة المحلية فاني هيثال. تخرجت في عام 1866 وكانت في المنزل تتحدث مع صديقاتها عبر الرسائل. أنشات مجلة تسمى لاهيا (فنلندية:Lahja) والتي عرضتها فقط على عائلتها، لكنها استمرت في 22 اصدارة. وجدت في العام التالي صديقا لكنه توفي بسبب الالتهاب الرئوي في الربيع التالي.
أصبح النشر ممكنًا عندما اكتشفت مجلة ترولسلاندن (بالفنلندية:Trollsländan) وأرسلت إليهم قصائدها. تمت كتابة مجلة ترولسلندن وتنظيمها بواسطة ألكسندرا غريبنبرغ وساكريس توبيليوس وابنته تويني توبيليوس.
في عام 1871 بدأت آسب في كتابة الشعر باللغة الفنلندية بعد التحاقها بكلية تدريب المعلمين في جامعة يوفاسكولا.

## وفاتها وإرثها
توفيت آسب في يوفاسكولا (بالفنلندية: Jyväskylä) في عام 1872 بسبب مرض السل، تاركة ما يقرب من 100 قصيدة غنائية، وأشهرها «تهليل إلى موجة». لقبت آسب بكونها أول شاعرة فنلندية. نشرت أول سيرة ذاتية لها بواسطة هلمي كرون في عام 1912. منذ وفاتها، تم صنع العديد من التماثيل لها وتمت كتابة العديد من السير الذاتية والكتب عن شعرها. تم إنشاء جمعية إيسا آسب باسمها.

## الحياة الخاصة
تشير مصادر متعددة إلى أن آسب كانت مثلية الجنس، وأصبحت تُعرف باسم «صافو فنلندا»، وتعتبر أيضًا أول أيقونة لمثليات الجنس في فنلندا. كتبت آسب ما تم تفسيره على أنه قصائد جنسية وعاطفية لصديقتها ليديا لاغوس أثناء دراستها في يوفاسكولا. تنص سيرة «جي أيتش إركو»، والتي نشرتها مارتي جوكولا في عام 1930 على أن آسب كانت مثلية الجنس.